# Léonard André Tixier de La Chapelle
Léonard André Tixier de La Chapelle est un homme politique français né le 18 juillet 1765 à Guéret (Creuse) et mort le 11 août 1832 à La Chapelle-Saint-Martial (Creuse).

## Biographie
Juge de paix, conseiller général, il est député de la Creuse de 1815 à 1816 et de 1824 à 1827, siégeant dans la majorité soutenant les gouvernements de la Restauration.

## Sources
- « Léonard André Tixier de La Chapelle », dans Adolphe Robert et Gaston Cougny, Dictionnaire des parlementaires français, Edgar Bourloton, 1889-1891 [détail de l’édition]